# Villa Azueta
Villa Azueta är en ort i Mexiko.   Den ligger i kommunen Santa María Chilchotla och delstaten Oaxaca, i den sydöstra delen av landet, 280 km sydost om huvudstaden Mexico City. Villa Azueta ligger 1 296 meter över havet och antalet invånare är 103.
Terrängen runt Villa Azueta är bergig åt nordväst, men åt sydost är den kuperad. Runt Villa Azueta är det ganska tätbefolkat, med 139 invånare per kvadratkilometer. Närmaste större samhälle är Huautla de Jiménez, 14,9 km söder om Villa Azueta. I omgivningarna runt Villa Azueta växer i huvudsak städsegrön lövskog.